# Marcinkowo (województwo wielkopolskie)
Marcinkowo – wieś w Polsce położona w województwie wielkopolskim, w powiecie konińskim, w gminie Sompolno, w sołectwie Ośno Górne.
W latach 1975–1998 miejscowość administracyjnie należała do województwa konińskiego. Według danych z roku 2009 liczyła 92 mieszkańców, w tym 50 kobiet i 42 mężczyzn.
W gminnej ewidencji zabytków ujęty jest marcinkowski cmentarz ewangelicko-augsburski z początku XX wieku.
Zobacz też: Marcinkowo, Marcinkowo Dolne, Marcinkowo Górne, Marcinków